# Porri
Porri är en kommun i departementet Haute-Corse på ön Korsika i Frankrike. Kommunen ligger i kantonen Vescovato som tillhör arrondissementet Corte. År 2022 hade Porri 44 invånare.

## Befolkningsutveckling
Antalet invånare i kommunen Porri
Referens:INSEE